# بروكس دوجلاس
بروكس دوجلاس (بالإنجليزية: Brooks Douglass)‏ هو منتج أفلام ومحامي وسياسي أمريكي، ولد في 1963 في الولايات المتحدة. انتخب عضو مجلس ولاية أوكلاهوما.

## روابط خارجية
- بروكس دوجلاس على موقع IMDb (الإنجليزية)